# The Celtic Winter
The Celtic Winter šesti je demoalbum poljskog black metal-sastava Graveland objavljen u svibnju 1994. u kasetnoj inačici.

## O albumu
Album je snimljen u studiju Wrocław utijekom zime 1993./1994. Ovo je prvo izdanje sastava na kojem se pojavio Grzegorz "Karcharoth" Jurgielewicz. Prvotno je album trebala izdati diskografska kuća Hammer of Damnation Records, ali objavila ga je diskografska kuća Melissa Productions. Album je objavljen u kasetnoj inačici, a u prosincu iste godine diskografska kuća No Colours Records objavila je ovaj album na CD-u kao EP. Ponovno je objavljen 1996.

## Glazbeni stil i tekstovi
Album sadrži lo-fi produkcije kao i prethodni albumi, ali bolje od In the Glare of Burning Churches. Pjesme "The Night of Fullmoon", "The Gates to the Kingdom of Darkness" i "Hordes of Empire" također su se pojavile na prethodnog demoalbumu i ponovno su snimnljen na demoalbumu The Celtic Winter. Tekstovi govore o ratu, poganstvu i sotonizmu. 

## Popis pjesama
| 1. | »Intro« (instrumentalna skladba) | 3:16 |
| 2. | »Call of the Black Forest«       | 4:22 |
| 3. | »Hordes of Empire«               | 4:38 |
| 4. | »The Night of Full Moon«         | 5:32 |

| Strana B | Strana B                               | Strana B | Strana B | Strana B | Strana B | Strana B | Strana B | Strana B | Strana B |
| Br.      | Skladba                                | Trajanje |          |          |          |          |          |          |          |
| -------- | -------------------------------------- | -------- | -------- | -------- | -------- | -------- | -------- | -------- | -------- |
| 5.       | »The Gates to the Kingdom of Darkness« | 6:42     |          |          |          |          |          |          |          |
| 6.       | »The Return of Funeral Winds«          | 8:25     |          |          |          |          |          |          |          |
| 7.       | »Outro« (instrumentalna skladba)       | 3:17     |          |          |          |          |          |          |          |
| 36:12    |                                        |          |          |          |          |          |          |          |          |

## Zasluge
Graveland
- Rob Darken – vokal, gitara, klavijature
- Karcharoth – bas-gitara, gitara
- Capricornus – bubnjevi